# Formatie van Boxtel
De Formatie van Boxtel (afkorting: BX) is een jonge geologische formatie aan het oppervlak van grote delen van Nederland. De formatie bevat zeer uiteenlopende afzettingen uit het Midden en Laat-Pleistoceen en het Vroeg-Holoceen (ongeveer vanaf 600.000 jaar oud). De formatie is genoemd naar Boxtel in Noord-Brabant.

## Lithologie
De Formatie van Boxtel wordt gekenmerkt door de fijne korrelgrootte. Grotere klasten dan matig grof zand komen weinig voor. Meestal is de sortering goed. Behalve zand bevat de formatie ook silt en leem. De klastische lagen worden soms onderbroken door veen- of humusrijke lagen.
Lokaal kunnen in de formatie echter ook klei, grind of gyttja voorkomen.

## Onderverdeling en ontstaan
De Formatie van Boxtel wordt onderverdeeld in negen laagpakketten, die elk op hun eigen wijze ontstaan zijn. Ze hebben gemeen dat ze in koude, periglaciale omstandigheden gevormd zijn door lokale of kleinschalige processen. Niet overal kan duidelijk onderscheid gemaakt worden, in dat geval noemt men de afzettingen slechts bij de naam Formatie van Boxtel.
Het Laagpakket van Wierden bestaat uit dekzand, eolisch fijn tot matig grof zand uit de glaciale periodes (ijstijden). In het noorden van Nederland is dekzand meestal afkomstig uit de laatste glaciale periode, het Weichselien (van ongeveer 116.000 tot 11.000 jaar geleden). Een uitzondering vormt het Laagpakket van Drachten, dat uit het Saalien-glaciaal (238.000 tot 128.000 jaar geleden) komt en onder periglaciale omstandigheden gevormd is. De lithologieën van de laagpakketten van Wierden en Drachten zijn vergelijkbaar. In het zuiden van Nederland gaat het dekzand over in het Laagpakket van Schimmert, dat bestaat uit eolische leem (löss). Omdat het brongebied van het sediment in het noorden lag, in het tijdens de glaciale periodes droogstaande Noordzee, wordt de korrelgrootte van deze afzettingen naar het zuiden toe fijner.
Als de leem door beken of smeltwater verspoeld is, wordt ze tot het Laagpakket van Liempde gerekend. Leem die werd afgezet tijdens overstromingen wordt tot het Laagpakket van Best gerekend. Het laatste laagpakket bestaat afwisselend uit lagen van zulke leem en eolisch zand.
Het Laagpakket van Tilligte bestaat uit afzettingen uit meren en vennen, die in de poolwoestijn van de glaciale periodes de bevroren bodem bedekten. Sommige van die meren vormden in de glaciale bekkens nadat de gletsjers zich terugtrokken aan het einde van het Saalien. Deze afzettingen bestaan uit humusrijke leem, veen, silt en gyttja.

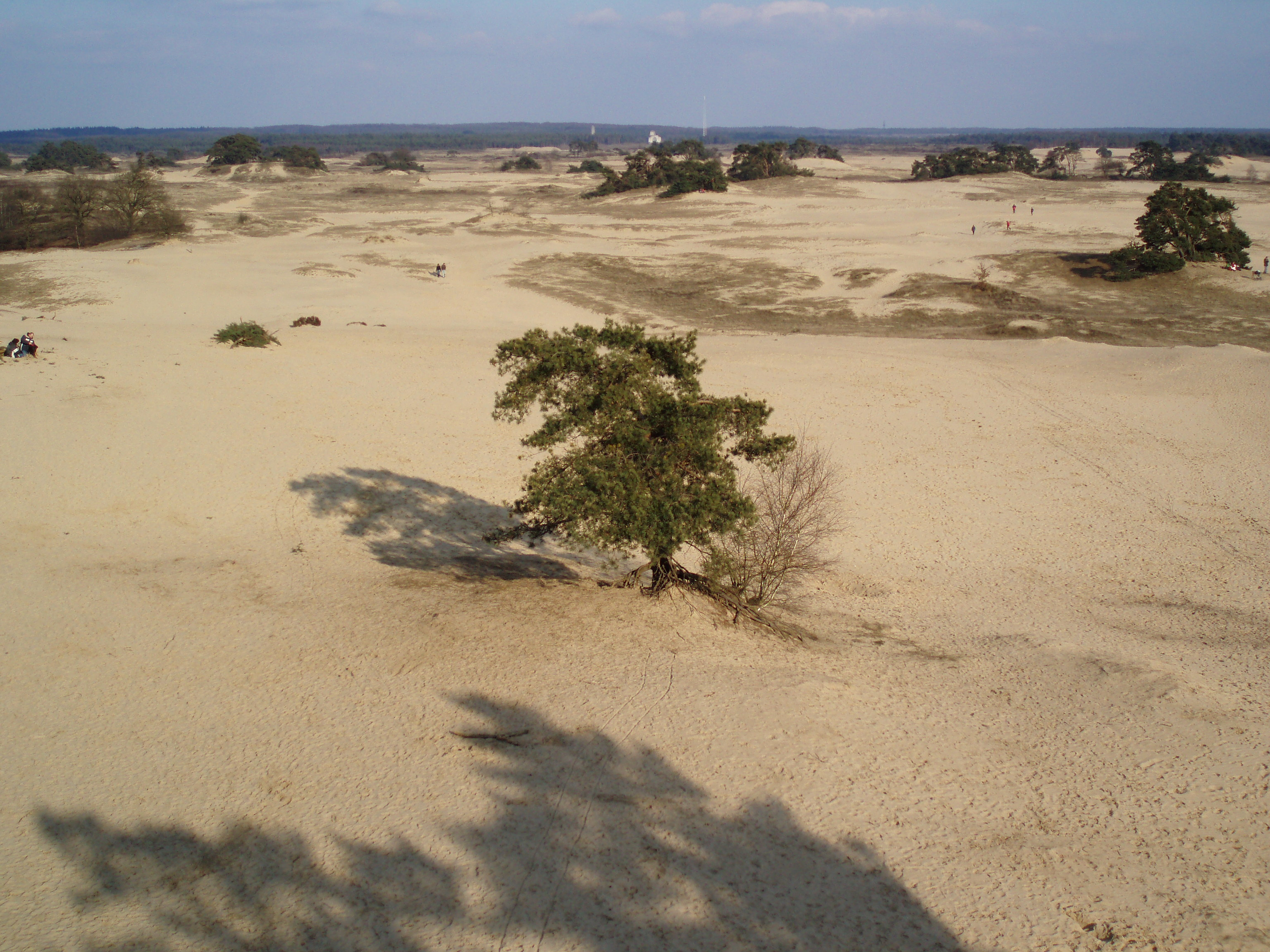
Stuifzand van het Kootwijkerzand, een zandverstuiving op de Veluwe

Een drietal soorten afzettingen zijn vooral in het Holoceen gevormd, hoewel ze ook ouder kunnen zijn. Het Laagpakket van Delwijnen bestaat uit rivierduinafzettingen (zand, fijn grind en leem). Het Laagpakket van Singraven bestaat uit afzettingen van beken, voornamelijk uit het Holoceen. Deze afzettingen komen meestal alleen in een zone langs de beek voor en bestaan uit vaak humusrijk grind, zand, klei en leem, onderbroken met veen op plekken waar langs de beek moerasjes ontstonden. Het Laagpakket van Kootwijk bestaat uit stuifzand. Dit is zand tot fijn grind, dat door de wind is getransporteerd en afgezet. In het geval van stuifzand kon de wind vaak dankzij menselijk ingrijpen vat op het zand krijgen.

## Ligging
De Formatie van Boxtel dagzoomt in grote delen van Nederland. Alleen in het westen van het land wordt de formatie, wanneer ze niet geërodeerd is, meestal afgedekt door jongere sedimenten van de formaties van Naaldwijk (afzettingen van de zee) of Nieuwkoop (veen, afgezet in moerassen). In het midden van Nederland wordt de formatie ook vaak afgedekt door de Formatie van Echteld (afzettingen van de grote rivieren).
De Formatie van Boxtel ligt afhankelijk van de regio boven op de oudere Formatie van Peelo (glaciale zanden en kleien uit het Elsterien-glaciaal), de Formatie van Woudenberg (voornamelijk veen uit het Eemien-interglaciaal), de Eemformatie (zeeklei uit het Eemien-interglaciaal), de Formatie van Drente (glaciale afzettingen uit het Saalien-glaciaal) of de Formatie van Kreftenheye (rivierafzettingen uit het Laat-Pleistoceen). Op de stuwwallen kan de Formatie van Boxtel ook op oudere Pleistocene of Tertiaire afzettingen liggen. In Zuid-Limburg ligt ze direct bovenop veel oudere gesteenten uit het Paleogeen of Krijt.
Samen met een groot aantal andere formaties van neogene en kwartaire ouderdom vormt de Formatie van Boxtel de Boven-Noordzee Groep, die op de meeste plaatsen de bovenste honderden meters van de Nederlandse ondergrond beslaat.